# Происшествие с Boeing 737 над Кахулуи
Происшествие с Boeing 737 над Кахулуи — авиационное происшествие, произошедшее в четверг 28 апреля 1988 года. Авиалайнер Boeing 737-297 авиакомпании Aloha Airlines выполнял внутренний рейс AQ 243 по маршруту Хило—Гонолулу, а на его борту находились 6 членов экипажа и 89 пассажиров. Через 23 минуты после взлёта у самолёта внезапно сорвало значительную часть конструкции фюзеляжа в носовой части, в результате чего пассажиры и стюардессы подверглись действию набегающего потока воздуха и кислородному голоданию, а одна стюардесса погибла. Пилоты благополучно посадили самолёт в аэропорту Кахулуи на острове Мауи. Выжили 94 человека, 65 из них получили ранения.

## Самолёт
Boeing 737-297 (регистрационный номер N73711, заводской 20209, серийный 152) был выпущен в 1969 году (первый полёт совершил 28 марта). 9 апреля того же года был передан авиакомпании Aloha Airlines, в которой получил имя King Kalaniopuu. Сдавался в лизинг авиакомпаниям Air California (AirCal) (с 26 февраля по 10 января 1982 года и с июня 1982 года по 6 ноября 1983 года), после чего вернулся в Aloha Airlines, а его имя сменилось на Queen Liliuokalani. Оснащён двумя турбореактивными двигателями Pratt & Whitney JT8D-9A. На день происшествия совершил 89 680 циклов «взлёт-посадка» (самолёт летал только по коротким маршрутам между аэропортами Гавайских островов) и налетал 35 496 часов.

## Экипаж
Самолётом управлял опытный экипаж, состав которого был таким:
- Командир воздушного судна (КВС) — 44-летний Роберт Л. Шорнштаймер (англ. Robert L. Schornstheimer). Опытный пилот, проработал в авиакомпании Aloha Airlines 10 лет и 11 месяцев (с 31 мая 1977 года). В должности командира Boeing 737 — с 1 июня 1987 года. Налетал свыше 8500 часов, свыше 6700 из них на Boeing 737.
- Второй пилот — 36-летняя Мэделин Л. Томпкинс (англ. Madeline L. Tompkins). Опытный пилот, проработала в авиакомпании Aloha Airlines 8 лет и 10 месяцев (с 30 июня 1979 года). В должности второго пилота Boeing 737 — с 30 июня 1979 года. Налетала свыше 8000 часов, свыше 3500 из них на Boeing 737.

В салоне самолёта работали три стюардессы:
- Кларабелль Лэнсинг (англ. Clarabelle Lansing), 58 лет — старшая стюардесса. В Aloha Airlines с 1 августа 1951 года.
- Мишель Хонда (англ. Michelle Honda), 35 лет. В Aloha Airlines с 1 июля 1974 года.
- Джейн Сато-Томита (англ. Jane Sato-Tomita), 43 года. В Aloha Airlines с 1 декабря 1969 года.

Также на борту самолёта среди пассажиров находился сопровождающий авиадиспетчер FAA Уилфред Й. К. Сунг (англ. Wilfred Y. K. Soong).

## Хронология событий
Рейс AQ 243 вылетел из Международного аэропорта Хило в 13:25 HST и взял курс на Гонолулу. На предполётном осмотре никаких изменений не было замечено, резервным аэропортом посадки (как обычно) был выбран аэропорт Кахулуи на острове Мауи. Полёт занимал всего 35 минут (расчётное время прибытия — 14:00). Во время отрыва от ВПП и подъёма на эшелон FL240 (7300 метров) всё проходило как обычно.
Примерно в 13:48 самолёт достиг эшелона FL240, и в этот момент у самолёта внезапно сорвало 35 квадратных метров обшивки фюзеляжа над первыми шестью рядами салона бизнес-класса и дверь кабины пилотов. Пассажиры находились под открытым небом при скорости набегающего потока около 500 км/ч и температуре до −45 °C.
После обнаружения повреждений КВС взял управление на себя и начал экстренное снижение на скорости около 530 км/ч и со снижением до 21 м/сек в моменте. Около 13:54, по достижении рекомендуемой при разгерметизации высоты 3000 метров, самолёт снизил скорость до 390 км/ч и начал плавный разворот на ВПП № 2 аэропорта Кахулуи на острове Мауи. Перед заходом на посадку КВС обнаружил ухудшение управления на скоростях ниже 315 км/ч и решил снижаться и садиться на этой скорости (рекомендуемые — около 290 и 250 км/ч соответственно).
При заходе на посадку не загорелась лампочка-индикатор выпуска носовой стойки шасси, а люк визуального контроля, находящийся под откидным креслом в кабине экипажа, был недоступен и командир принял решение уходить на второй круг (на самом деле шасси выпустилось, лампочка была неисправна; впоследствии работники аэропорта Кахулуи, посмотрев на самолёт через бинокль, убедились, что носовое шасси выпустилось и сообщили об этом авиадиспетчеру аэропорта, а он передал это сообщение пилотам). Тогда же отказал двигатель № 1 (левый) и КВС вывел лайнер в режим посадки на одном двигателе № 2 (правом). В 13:58:45 HST, примерно через 11 минут после срыва фюзеляжа, рейс AQ 243 благополучно приземлился на ВПП № 2 аэропорта Кахулуи и штатно остановился с помощью тормозов и реверса работающего двигателя № 2.
Из находившихся на борту самолёта 95 человек погиб 1 член экипажа — старшая стюардесса Лэнсинг (в момент срыва части фюзеляжа она находилась посередине самолёта, и потоком воздуха её выбросило наружу; тело так и не было найдено). 63 пассажира и обе стюардессы (Сато-Томита и Хонда) получили ранения различной степени тяжести (наиболее тяжёлое — перелом черепа).

## Расследование
Расследование причин происшествия с рейсом AQ 243 проводил Национальный совет по безопасности на транспорте (NTSB).
Окончательный отчёт расследования был опубликован 14 апреля 1989 года.
Согласно отчёту, причинами происшествия стали:
- коррозия металла,
- плохая эпоксидная связка частей фюзеляжа,
- усталость заклёпок,
- повреждения металла фюзеляжа (из-за множества циклов «взлёт-посадка»; самолёт совершал только короткие рейсы).

## Дальнейшая судьба самолёта
После происшествия ремонт борта N73711 был признан экономически нецелесообразным, и лайнер был списан и впоследствии разделан на металлолом.

## Культурные аспекты
- Происшествие с рейсом 243 Aloha Airlines показано в 3 сезоне канадского документального телесериала Расследования авиакатастроф в серии На волосок от смерти.
- Также оно показано в американском документальном телесериале от «MSNBC» Почему разбиваются самолёты[англ.] (англ. Why Planes Crash) в серии Точка разлома (англ. Breaking Point).
- В 1990 году в США был снят художественный телефильм «Жёсткая посадка», основанный на происшествии с рейсом 243. В фильме у самолёта были изменены бортовой номер (N70723 вместо N73711), ливрея (сине-голубая вместо оранжево-жёлтой) и название авиакомпании (Paradise Airlines)[6].
- Происшествие с рейсом 243 было описано в телепередаче «1000 способов умереть».